# Döttingen

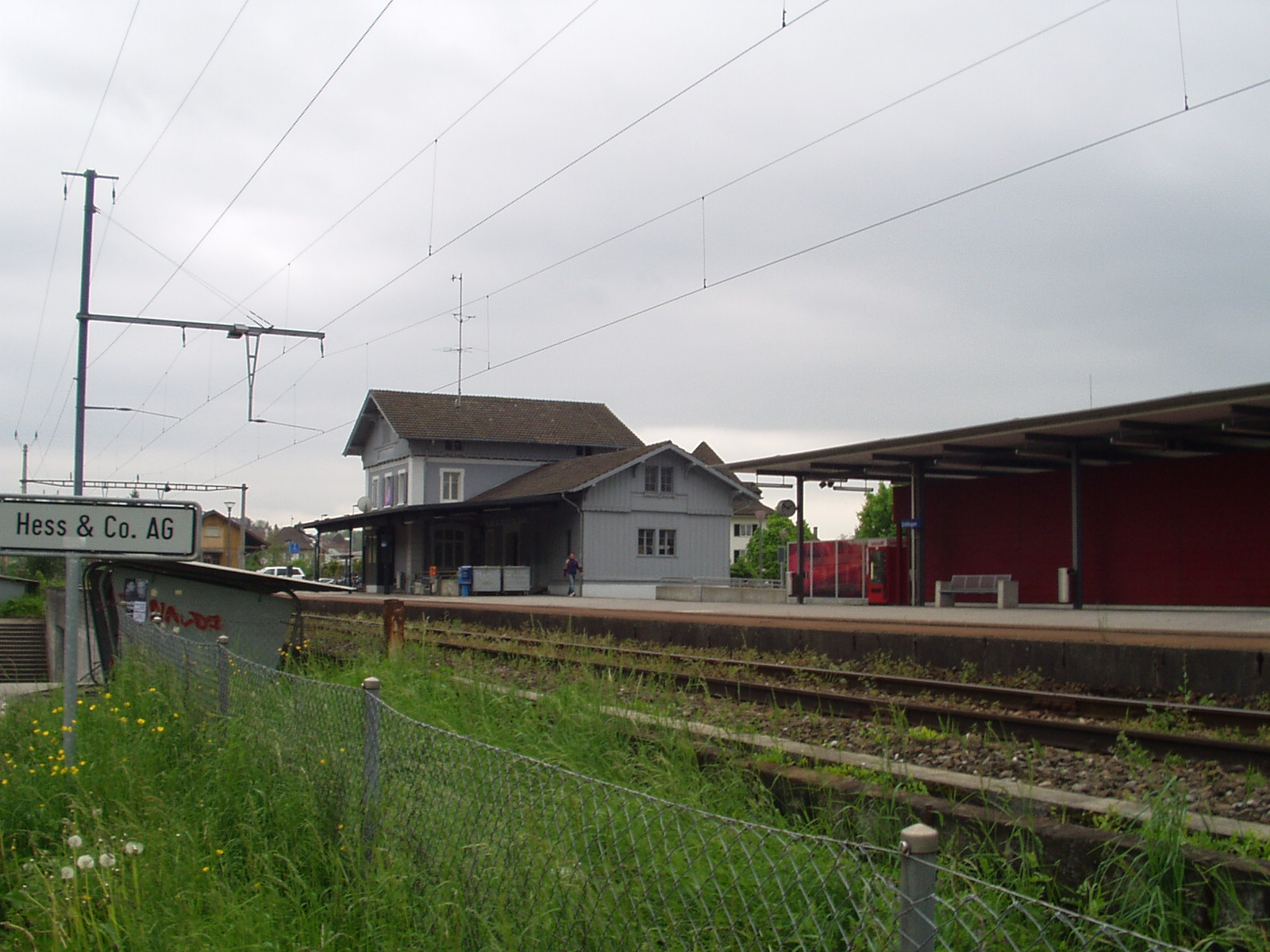
Järnvägsstationen i Döttingen.

Döttingen är en ort och kommun i distriktet Zurzach i kantonen Aargau, Schweiz. Kommunen har 4 473 invånare (2023).
Orten Döttingen i norra delen av kommunen är sammanvuxen med orten Klingnau. I södra delen av kommunen ligger kärnkraftverket Beznau på en konstgjord ö i floden Aare.